# Дормілон короткохвостий
Дорміло́н короткохвостий (Muscigralla brevicauda) — вид горобцеподібних птахів родини тиранових (Tyrannidae). Мешкає в Південній Америці. Це єдиний представник монотипового роду Короткохвостий дормілон (Muscigralla) в монотиповій підродині Muscigrallinae.

## Опис
Довжина птаха становить 12 см. Верхня частина тіла сірувато-коричнева, надхвістя жовтувате  або руде. Крила чорнуваті, на крилах дві білі смуги, особливо помітні в польоті, покривні пера крил мають білі края. Хвіст коричнювато-чорний, на кінці рудуватий, у самців крайні стернові пера на кінці білі. Нижня частина тіла білувата, груди мають попелясто-сірий відтінок, живіт жовтуватий. На тімені є малопомітна жовта пляма. Дзьоб чорний, лапи дові світло-коричневі або тілесного кольору.

## Поширення і екологія
Короткохвості дормілони мешкають на південному заході Еквадору, на західному узбережжі Перу та на крайній півночі Чилі (Аріка-і-Парінакота). Бродячого птаха спостерігали на острові Горгона (Колумбія). Короткохвості дормілони живуть в посушливих прибережних районах, в сухих чагарникових заростях та на сухих луках. Зустрічаються поодинці, на висоті до 1500 м над рівнем моря. Живляться комахами, яких шукають на землі. Сезон розмноження в Еквадорі триває з лютого по червень. Гніздо чашоподібне, робиться з сухої трави, встелюється м'якою травою, розміщується на землі, серед густої трави або під кущем. В кладці від 3 до 5 яєць.